# Max Palevsky
Max Palevsky (24 juillet 1924 - 5 mai 2010) était un investisseur en capital-risque et un pionnier de la technologie informatique, également connu comme membre d'un groupe de mécènes américains qui ont fait des dons à des causes et à des politiciens libéraux et progressistes.

## Famille et études
Palevsky est né à Chicago, dans l'Illinois, de parents immigrants juifs — Izchok (Isadore) Palevsky (né le 10 mai 1890 à Pinsk, dans l'Empire russe, dans une région aujourd'hui en Biélorussie et Sarah Greenblatt (née le 16 mai 1894, décédée le 28 décembre 1949 à Chicago). Izchok était arrivé à Baltimore en provenance de Brême, en Allemagne, sur le SS Brandenburg le 18 mars 1910, tandis que Sarah avait immigré vers 1916. Ses parents couramment le yiddish, mais peu l'anglais. Son père, peintre en bâtiment, n'ayant pas de voiture, utilisait les tramways de Chicago pour transporter son matériel.
Le plus jeune de trois enfants, Palevsky a grandi à Chicago. Son frère aîné Harry devient un physicien qui développe la bombe atomique au Laboratoire national de Los Alamos.
Max Palevsky s'est porté volontaire pour l'US Army Air Corps en tant que météorologue pendant la Seconde Guerre mondiale. Pour sa formation, il a étudié pendant un an les sciences fondamentales et les mathématiques à l'Université de Chicago et l'électronique à l'Université de Yale. Il fut ensuite envoyé en Nouvelle-Guinée, qui était la base centrale de l'armée de l'air pour l'électronique dans le Pacifique Sud. Après la guerre, le GI Bill a permis à Palevsky d'obtenir une licence en mathématiques et un doctorat en philosophie de l'Université de Chicago en 1948. Palevsky a également effectué des études supérieures en philosophie à l'UCLA, à l'UC Berkeley et à l'Université de Chicago,,.

## Ordinateurs

### Chez Northrop Aircraft
Après avoir suivi et abandonné un programme de doctorat en philosophie à l'UCLA , où il avait été assistant d'enseignement au département de philosophie, Palevsky a découvert la technologie informatique grâce à une conférence donnée à Caltech par John von Neumann sur l'avènement de la technologie informatique.
Palevsky a commencé à travailler dans l'industrie informatique en 1950 pour 100 dollars par semaine en construisant des ordinateurs chez Northrop Aircraft. Entre mars 1950 et janvier 1951, il a construit des copies du MADIDDA , un ordinateur à usage spécifique destiné à résoudre des équations différentielles . Le MADIDDA a été conçu par le physicien Floyd Steele , qui a quitté Northrop en 1950, un an après l'achèvement du MADIDDA. D'un prix compris entre 25 000 et 30 000 dollars, MADDIDA s'est avéré être le dernier et le plus sophistiqué analyseur différentiel dédié jamais construit, une fois que toute l'attention s'est rapidement tournée vers les ordinateurs électroniques.

### Chez Bendix de 1952 à 1956
Deux ans après l'arrivée de Palevsky chez Northrop, la division fut vendue à Bendix Corporation . Palevsky travailla chez Bendix de 1952 à 1956, où il concevait des analyseurs différentiels numériques en tant qu'ingénieur de projet et travaillait sur la conception logique du premier ordinateur de l'entreprise. En mars 1956, Bendix proposa son premier ordinateur numérique, le Bendix G-15 , décrit par certains comme le premier ordinateur personnel. Palevsky travailla sur l'option d'analyseur différentiel DA-1, qui se connectait au G-15 et donna naissance à une machine similaire au MADDIDA, utilisant le G-15 pour recâbler les entrées de l'analyseur au lieu des tambours et du câblage personnalisés de la machine précédente.

### En mars 1957, chez Packard Bell
En mars 1957, Palevsky rejoint Packard Bell Corporation, filiale de l'entreprise qu'il a fondée, appelée Packard Bell Computer, à Los Angeles. Il est vice-président et directeur de la nouvelle division. La nouvelle usine lance un programme de recherche et développement dans le domaine de l'informatique numérique, avec une équipe d'ingénieurs expérimentés et de techniciens qualifiés pour mettre en œuvre cette nouvelle technologie. Palevsky convainc l'entreprise de se lancer dans l'informatique et contribue au développement du premier ordinateur au silicium, le PB 250 , qui connaît un succès modeste. En avril 1960, Packard-Bell Computer Corp. et Bailey Meter Co. signent un accord pour l'utilisation exclusive des PB250 dans le contrôle des centrales électriques. En tant que vice-président et directeur général de Packard Bell Computer, Palevsky supervisa la construction d'un nouveau bâtiment de 1 900 m² (20 000 pi² ) au 1935, avenue Armacost, destiné à accueillir les activités informatiques en pleine expansion de l'entreprise, à consolider l'ingénierie informatique et système et à assurer l'expansion nécessaire des installations de fabrication de systèmes et d'ordinateurs. Palevsky donna de nombreuses conférences durant cette période, notamment lors de la deuxième réunion internationale sur le calcul analogique à Strasbourg, en France, en septembre 1958.

### Fondation de Scientific Data Systems en septembre 1961
Max Palevsky estimait que 10 % du marché des ordinateurs scientifiques et de contrôle de processus de petite et moyenne taille était totalement négligé. Il se mit à la recherche de capital-risque pour créer une entreprise destinée à ce marché et, grâce à des contacts à l'Université de Chicago, il parvint à lever un million de dollars auprès d' Arthur Rock et de la famille Rosenwald , riche propriétaire de Sears Roebuck . Il quitta Packard Bell avec onze associés de la division informatique pour fonder Scientific Data Systems of California en septembre 1961.
En moins d'un an, ils lancèrent le SDS 910 , qui assura la rentabilité de l'entreprise. Initialement, il ciblait les marchés de l'informatique scientifique et médicale. De 1962 à 1965, l'entreprise lança sept ordinateurs, tous couronnés de succès commerciaux. Le 15 mars 1966, ils lancèrent le Sigma 7, premier d'une famille de machines qui marqua l'entrée en force de l'entreprise dans de nouveaux domaines : le traitement des données d'entreprise, le temps partagé et le multitraitement. Le Sigma 7 possédait des capacités commerciales, car les disciplines autrefois distinctes du traitement électronique des données commerciales et scientifiques s'étaient développées au point qu'une seule machine pouvait gérer les deux. SDS capta un peu plus de 2 % du marché global des ordinateurs numériques en 1966 et continua de croître avec le marché.
Palevsky vendit SDS à Xerox en mai 1969 pour 920 millions de dollars, avec l'aide d'Arthur Rock. Il devint alors administrateur et président du comité exécutif de Xerox Corporation. L'investissement initial de Palevsky, de 60 000 dollars dans SDS, atteignit près de 100 millions de dollars lors de la vente. Il prit sa retraite d'administrateur de Xerox en mai 1972.

## Administrateur et cofondateur d'Intel l'inventeur du microprocesseur
Après l'OPA sur SDS, l'entreprise qu'il avait fondée en 1961, qui lui a permis de multiplier par mille sa mise en huit ans, Max Palevsky est cofondateur d’Intel en 1969, et membre du conseil d'administration lors du lancement en 1973 du premier microprocesseur de l'histoire, puis collectionneur d’art. Il opère alors avec son ami Arthur Rock, l'un des inventeurs du capital-risque qui avait financé 
les « huit traîtres » quittant le Shockley Semiconductor Laboratory, les aidant à trouver un endroit où aller et convainquant Sherman Fairchild de fonder Fairchild Semiconductor.
Intel est constituée à Mountain View (Californie), le 18 juillet 1968 par le chimiste Gordon Moore (connu pour la « loi de Moore »), et le physicien et co-inventeur du circuit intégré Robert Noyce, en créant un demi-million d'actions à un dollar, dont 90% est répartie à égalité entre Robert Noyce et Gordon Moore, complétées par 2,5 millions de dollars d'obligations convertibles placées par Arthur Rock auprès d'un groupe limité d’investisseurs privés. L'opération est effectuée en une seule journée. Arthur Rock devient le premier président d'Intel.
Intel a commencé ses opérations le 1 août avec une douzaine d’ingénieurs travaillant dans une salle de conférence dans l’ancien bâtiment de Union Carbide. Un entrefilet du journal local annonce la création le 6 août 1968.

## Politique
Il fut un contributeur majeur à la politique, via le parti démocrate. Dans certains milieux, Max Palevsky était connu comme le patron milliardaire qui a soutenu le premier maire noir de Los Angeles, Tom Bradley
Il devint également directeur et président de Rolling Stone , qu'il sauva de la ruine financière en 1970 en achetant une part substantielle des actions, et était ensuite membre du conseil d'administration du journal.